# Ranoidea chloris
Ranoidea chloris – gatunek płaza bezogonowego z podrodziny Pelodryadinae w rodzinie rzekotkowatych (Hylidae). 
Żaby te występują na wschodnim wybrzeżu Australii – od Proserpine w środkowej części wschodniego wybrzeża stanu Queensland do Gosford w środkowej części wybrzeża Nowej Południowej Walii.